# Michał Brach
Michał Brach – polski leśnik, doktor habilitowany nauk rolniczych, adiunkt na Szkole Głównej Gospodarstwa Wiejskiego w Warszawie, specjalista od geodezji leśnej.

## Kariera naukowa
W 1998 roku na Wydziale Leśnym Szkoły Głównej Gospodarstwa Wiejskiego w Warszawie uzyskał tytuł magistra inżyniera. W 2008 roku na tym samym wydziale, uzyskał stopień doktora nauk rolniczych w zakresie leśnictwa na podstawie rozprawy pt. Kombinowana metoda inwentaryzacji terenów zadrzewionych, której promotorem był Heronim Olenderek. W 1999 roku został zatrudniony na tejże uczelni, a w 2019 roku uzyskał na jej Wydziale Leśnym stopień doktora habilitowanego nauk rolniczych w dyscyplinie nauk leśnych na podstawie pracy pt. Czynniki wpływające na dokładność pomiaru przestrzeni leśnej z wykorzystaniem nowoczesnych technologii geomatycznych.